# 小原二郎
小原 二郎（こはら じろう、1916年11月1日 - 2016年5月12日）は、日本の人間工学、住宅産業、木材工学者。千葉工業大学理事・教授、千葉大学名誉教授。正四位。

## 人物
長野県木曽郡読書村（現南木曽町）出身。 旧制岐阜県立恵那中学校（現岐阜県立恵那高等学校）、東京高等工芸学校を経て、1958年京都帝国大学農学部林学科卒業。専攻は人間工学、材料工学で、電車、自動車、航空機などの車両座席の改良、家具規格の基礎理論に貢献した。

## 略歴
- 1950年 - 京都府立大学助教授
- 1960年 - 千葉大学教授
- 1980年 - 千葉大学工学部長
- 1981年 - 日本建築学会賞受賞
- 1982年 - 千葉工業大学教授、無錫軽工業大学（現：江南大学）名誉教授
- 1983年 - 千葉工業大学理事に就任
- 1984年 - 藍綬褒章受章
- 1987年 - 千葉工業大学理事
- 1991年 - 勲二等瑞宝章受章

## 著書
- 「もう一人のデザイナー」
- 「人間工学からの発想」
- 「法隆寺を支えた木」（西岡常一、尾崎謙と共著）
- 「デザイナーのための 人体・動作寸法図集」
- 「インテリアの計画と設計」
- 「建築の内装技術ハンドブック」
- 「暮らしの中の人間工学」
- 「建築・室内・人間工学」
- 「木の文化」

## 参考
- 『来し方の記 8』（信濃毎日新聞社 1984年）
- 宝月圭吾編 『長野県風土記』 旺文社、1986年